# Marmorofusus vercoi
Marmorofusus vercoi is een slakkensoort uit de familie van de Fasciolariidae. De wetenschappelijke naam van de soort werd in 2004 voor het eerst geldig gepubliceerd door Martin Avery Snyder.